# 新灘津サービスエリア
新灘津サービスエリア（シンタンジンサービスエリア）は大田広域市大徳区の京釜高速道路上（ソウル方向のみ）にあるサービスエリア。

## 道路
- 京釜高速道路

## 施設
- レストラン
- 薬局
- コンビニエンスストア
- ビジネスセンター
- スナック
- 休憩室
- ガソリンスタンド
  - SKグループ（LPG充填所併設）

## 隣
懐徳JCT - 新灘津SA - 新灘津IC